# Poritia tavoyana
Poritia tavoyana är en fjärilsart som beskrevs av William Doherty 1889. Poritia tavoyana ingår i släktet Poritia och familjen juvelvingar. Inga underarter finns listade i Catalogue of Life.